# José Conde
José Antonio Conde Cid, más conocido como José Conde (Orense; 20 de abril de 1955 - Madrid; 25 de febrero de 2011)fue un actor y modelo español conocido por sus papeles en series de televisión, aunque también realizó cine y teatro.

## Biografía
Debutó como actor en el año 1980 con la película Tierra de rastrojos de Antonio Gonzalo. En el año 1989, dio el salto a la pequeña pantalla con la serie Brigada Central.A partir de ese momento, su carrera se enfocaría claramente hacia ese medio con participaciones en series como Para Elisa y Lleno, por favor.Su característica voz se hizo muy popular a partir del año 1996 gracias a su papel de Óscar Sanz en la serie Médico de familia.Tras ello, al año siguiente que fue en 1997, alcanzó uno de los papeles protagonistas de la telenovela Calle nueva.En el año 1999, apareció en la serie de corte juvenil Nada es para siempre encarnando a Ernesto durante veinte capítulos.Le siguieron más intervenciones episódicas en series como ¡Ala... Dina!, Hospital Central, La verdad de Laura, Paraíso, El comisario y Aquí no hay quien viva. Entre los años 2005 y 2006 regresó a las telenovelas para meterse en la piel de Javier Ayala en Amar en tiempos revueltos.Más recientemente intervino en Herederos (2008), La hora de José Mota y 23-F: Historia de una traición (las dos últimas en el año 2009). También en ese año, actuó en Sin tetas no hay paraíso, siendo éste su último gran papel.
En el cine participó en películas como La conjura de El Escorial, Las ratas, La isla del infierno, Malena es un nombre de tango, El baile de las ánimas, Corazón de bombón, Capitán Escalaborns y Óscar, el color del dinero.
Igualmente trabajó sobre los escenarios e intervino en los montajes de Electra,Don Juan Tenorio, Políticamente incorrecto y Que viene mi marido.
El 2 de marzo de 2011, se hizo público su fallecimiento ya que días atrás había aparecido su cadáver cerca de su residencia en Madrid, en el distrito de Ciudad Lineal, en una casa abandonada de la Calle de Arturo Soria. El actor llevaba un mes desaparecido y estaba en tratamiento por problemas psicológicos.Tenía dos hijos.
Fue incinerado el 27 de febrero de 2011 en el Crematorio de Alcobendas en Madrid.